# Alignements du Bois de Fourgon
Les alignements du Bois du Fourgon sont un groupe de quatre alignements mégalithiques (numérotés G1, G2, G2 bis, G3) situés à Avrillé, dans le département français de la Vendée.

## Historique
Trois menhirs de l'alignement G2 sont classés au titre des monuments historiques par la liste de 1889. Le site du Bois de Fourgon a été fouillé par Gérard Benéteau et son équipe au cours des années 1990. Cette campagne de fouille a notamment permis de découvrir de nouveaux menhirs et de nouveaux alignements.

## Alignements
Sa localisation dans un bois enclavé, lui même inclus dans un ancien domaine fermé constitué autour d'un château Renaissance depuis la fin du XVIe siècle, le château de la Guignardière, a probablement permis la bonne conservation du complexe mégalithique. Le site comprend quatre alignements mégalithiques orientés nord-sud, un dolmen, un coffre mégalithique, deux carrières mégalithiques et plusieurs tumuli, dont un tumulus de forme ovalaire orienté est-ouest  entouré d'un fossé (d'environ 12 m de long sur 6 m de large) situé entre les groupes G1 et G2. L'ensemble principal est situé au sommet du plateau, à une altitude comprise entre 38 m et 47 m.

### Alignement G1
C'est l'alignement situé le plus à l'est. 46° 28′ 12″ N, 1° 30′ 04″ O
Avant sa fouille en 1996, il était constitué d'un grand menhir de 6 m de hauteur, accolé d'un monolithe de 2,40 m de haut et de trois blocs de pierre, en partie enfouis, le tout s'étirant sur 9 m de longueur. Après fouille, seuls deux blocs renversés au nord ont été reconnus comme deux menhirs supplémentaires (numérotés no 1 et no 2). Ils furent érigés dans des fosses de calage peu profondes (entre 15 cm et 20 cm de profondeur), les pierres de calage ayant été renforcées par un genre de mortier. Le menhir no 2 a fait l’objet d'un bouchardage soigné destiné à lui donné une forme anthropomorphe. Ces deux menhirs ont été redressés après fouille.
En l'absence d'une fosse de calage correspondante, un troisième bloc de forme triangulaire découvert couché à mi-chemin entre les menhirs no 1 et no 2 et les menhirs no 3 et no 4 n'a pas été reconnu comme un menhir mais comme le vestige d'une construction antérieure, d'environ 2 m sur 1 m qui fut détruite lors de la construction de l'alignement.

### Alignement G2
Cet alignement est situé à 63 m au sud-ouest de l'alignement G1.  46° 28′ 11″ N, 1° 30′ 07″ O
Le groupe se compose de cinq menhirs, dont quatre étaient visibles avant fouille :
| Menhir | Dimensions               | Poids estimé | Matériau |
| ------ | ------------------------ | ------------ | -------- |
| no 1   | 2,88 m x 1,75 m x 0,68 m | 5 t          | granite  |
| no 2   | 3,81 m x 2,30 m x 0,78 m | 8 t          | grès     |
| no 3   | 6,10 m x 2,60 m x 1,20 m | 34,5 t       | granite  |
| no 4   | 4,15 m x 2,85 m x 0,90 m | 16 t         | granite  |
| no 5   | 2,50 m x 1,50 m x 0,60 m | 5 t          | granite  |

Lors de la fouille de 1994, des structures en fosse et des lignes d'assemblage découvertes ont été interprétées comme des traces des opérations de levage du grand menhir no 3. L'alignement G2 fut démantelé à une période récente, probablement par des carriers. Le menhir no 5 fut débité, la partie encore visible correspondant à son sommet et le menhir no 2 fut fracturé en trois parties, dont l'une a disparu. Ce démantèlement pourrait dater de la période de construction du château de la Guignardière comme l'attestent des fragments d'outils en fer et un liard d'Henri IV découverts lors des fouilles.
Selon Gérard Benéteau, quatre des cinq menhirs présentent des caractères anthropomorphes. Les menhirs en granit ont été bouchardés de manière régulière alors que le menhir en grès a fait l'objet d'un traitement plus grossier. L'étude pétrographique des dalles a confirmé l'origine locale de celles en granite mais le plus proche gisement de grès se situe 2,5 km plus au sud. Les pierres de calage sont quant à elles de nature diverse (quartz, aplite, calcaire) et proviennent d’affleurements ou du lit des ruisseaux des environs.

### Alignement G2 bis
Cet alignement est situé à environ 45 m au sud-ouest de l'alignement G2.  46° 28′ 10″ N, 1° 30′ 08″ O
L'alignement n'a été découvert  que lors de la campagne de fouille 2009-2010. Il se compose de trois petits menhirs dont l'un comporte des caractéristiques anthropomorphiques.

### Alignement G3
C'est l'alignement situé le plus à l'ouest.  46° 28′ 11″ N, 1° 30′ 11″ O
Il se compose de cinq blocs en granite, le plus haut mesure 3 m de hauteur et le plus petit 0,60 m. Cet alignement n'a pas été fouillé.

## Mobilier archéologique
Les objets lithiques ont été retrouvés sur l'ensemble de l'aire occupée par les menhirs, ils ont probablement été perdus lors des travaux d'édification des alignements. Ils sont principalement en silex d'origine côtière mais aussi d'origine plus lointaine (quartzite de Montbert, silex rubané). L'alignement G1 a livré deux grattoirs, une ébauche d'armature de flèche, un éclat de silex et un talon de hache en silex. La fouille de l'alignement G2 a donné quelques éclats retouchés, un couteau, un racloir et deux grattoirs.
Pour l'alignement G1, les tessons de céramique récoltés correspondent à des poteries à pâte brune ou beige foncé, aux parois lissés, d'aspect soigné. La céramique récoltée autour de l'alignement G2 comporte des décors incisés sur pâte brune. Elle pourrait correspondre au Néolithique moyen ou récent. Des charbons de bois retrouvés dans la fosse du menhir no 2 de l'alignement G2 ont pu être datés au C14 de 4490 +/- 70 ans BP, soit environ entre 3 356 et 2 926 avant J.-C., ce qui confirmerait la période du Néolithique récent indiquée par la céramique.
Au pied d'un menhir de l'alignement G2 bis, ont été découverts un vase complet à fond rond, un ciseau poli en fibrolithe et un couteau à encoche. La fosse de calage du menhir no 1 renfermait trois autres vases caractéristiques du Néolithique moyen Atlantique. Cette expertise a été corroborée par la datation au C14 des vestiges d'un foyer retrouvé dans la même fosse indiquant une période comprise entre 4 708 et 4 498 avant J.-C..